# Управління державою (фільм)
«Управління державою» (фр. L'exercice de l'État, в англомовному прокаті — «Міністр» (англ. The Minister)) — франко-бельгійський драматичний фільм 2011 року поставлений режисером П'єром Шоллером. Прем'єра фільму відбулася в рамках програми «Особливий погляд» 64-го Каннського кінофестивалю, де він отримав Приз ФІПРЕССІ. Фільм було номіновано в 11-ти категоріях на кінопремію «Сезар» 2012 року, у 3-х з яких він отримав перемогу .

## Синопсис
У центрі сюжету фільму — міністр транспорту Бертран Сен-Жан (Олів'є Гурме), якого з дитинства готували до політичної кар'єри. Якось посеред ночі з апарату міністерства йому повідомляють, що в околицях невеликого міста перекинувся автобус зі школярами. Бертран терміново виїжджає на місце, щоб взяти ситуацію під контроль. Міністра супроводжують його права рука мосьє Жиль (Мішель Блан) і прес-секретар Полін (Забу Брайтман). З цієї миті для міністра починається низка проблем, що виникають при вирішенні тих або інших питань. Механізм бюрократії працює, як добре злагоджений механізм. Після аварії у громадськості виникають питання про причину катастрофи і стан доріг у країні, піднімають питання про приватизацію вокзалів і подальші реформи. Міністр транспорту вимушений у скаженому темпі справлятися з потоком проблем, що хлинув на нього подібно до водоспаду. Тому він постійно на взводі, недосипає та абсолютно закинув сім'ю. На противагу запальному міністрові — витриманий, чемний Жиль та жвава, ініціативна Полін.
Разом з цим показано життя звичайної людини — Мартіна Кюлерса, який працює у міністра водієм. Він — повна протилежність іменитому Бертрану. У нього немає особливих надій на майбутнє. Фінансові труднощі, що виникають на ґрунті цієї розбіжності з дружиною, призводять до того, що подружжя хоче розвестися. Одного разу так сталося, що Бертран потрапляє у будинок до Мартіна, де між ним і дружиною водія, Жозефою, виникає невелика сварка з приводу небажання уряду дивитися на наявні труднощі. Жозефа, яка працює в одній з лікарень, вважає, що політики відірвані від життя народу і зовсім не думають про те, як вирішувати проблеми. Те, що відбувається змінює Бертрана — політика і Бертрана — людину.

## В ролях
| Олів'є Гурме  | ···· | Бертран Сен-Жан                       |
| Мішель Блан   | ···· | Жиль                                  |
| Забу Брайтман | ···· | Полін                                 |
| Лоран Стокер  | ···· | Ян                                    |
| Сільвен Дебле | ···· | Мартін Кюлерс                         |
| Дідьє Безас   | ···· | Домінак Вознер                        |
| Жак Буде      | ···· | сенатор Жюлле                         |
| Франсуа Шатто | ···· | Фальконетті, міністр охорони здоров'я |
| Гаетан Вассар | ···· | Лоїк                                  |
| Арлі Жовер    | ···· | Северин Сен-Жан                       |
| Ерік Наггар   | ···· | Прем'єр-міністр                       |
| Енн Азулай    | ···· | Жозефа                                |

## Визнання
| Нагороди та номінації фільму «Управління державою» | Нагороди та номінації фільму «Управління державою» | Нагороди та номінації фільму «Управління державою»    | Нагороди та номінації фільму «Управління державою» | Нагороди та номінації фільму «Управління державою» | Нагороди та номінації фільму «Управління державою» |
| Рік                                                | Нагорода                                           | Категорія                                             | Номінант                                           | Результат                                          |                                                    |
| -------------------------------------------------- | -------------------------------------------------- | ----------------------------------------------------- | -------------------------------------------------- | -------------------------------------------------- | -------------------------------------------------- |
| 2011                                               | 64-й Каннський кінофестиваль                       | Приз програми Особливий погляд                        | Управління державою                                | Номінація                                          |                                                    |
| 2011                                               | 64-й Каннський кінофестиваль                       | Приз ФІПРЕССІ                                         | Управління державою                                | Перемога                                           |                                                    |
| 2012                                               | Премія «Люм'єр» (17-та церемонія)                  | Найкращий фільм                                       | Управління державою                                | Номінація                                          |                                                    |
| 2012                                               | Премія «Люм'єр» (17-та церемонія)                  | Найкращий режисер                                     | П'єр Шоллер                                        | Номінація                                          |                                                    |
| 2012                                               | Премія «Люм'єр» (17-та церемонія)                  | Найкращий актор                                       | Олів'є Гурме                                       | Номінація                                          |                                                    |
| 2012                                               | Премія «Люм'єр» (17-та церемонія)                  | Найкращий сценарій                                    | П'єр Шоллер                                        | Перемога                                           |                                                    |
| 2012                                               | Премія «Сезар» (37-ма церемонія)                   | Найкращий фільм                                       | Управління державою                                | Номінація                                          |                                                    |
| 2012                                               | Премія «Сезар» (37-ма церемонія)                   | Найкраща режисерська робота                           | П'єр Шоллер                                        | Номінація                                          |                                                    |
| 2012                                               | Премія «Сезар» (37-ма церемонія)                   | Найкращий актор                                       | Олів'є Гурме                                       | Номінація                                          |                                                    |
| 2012                                               | Премія «Сезар» (37-ма церемонія)                   | Найкращий актор другого плану                         | Мішель Блан                                        | Перемога                                           |                                                    |
| 2012                                               | Премія «Сезар» (37-ма церемонія)                   | Найкраща акторка другого плану                        | Забу Брайтман                                      | Номінація                                          |                                                    |
| 2012                                               | Премія «Сезар» (37-ма церемонія)                   | Найкращий оригінальний сценарій                       | П'єр Шоллер                                        | Перемога                                           |                                                    |
| 2012                                               | Премія «Сезар» (37-ма церемонія)                   | Найкраща операторська робота                          | Жульєн Гірш                                        | Номінація                                          |                                                    |
| 2012                                               | Премія «Сезар» (37-ма церемонія)                   | Найкращі декорації                                    | Жан-Марк Тран Тан Ба                               | Номінація                                          |                                                    |
| 2012                                               | Премія «Сезар» (37-ма церемонія)                   | Найкращий монтаж                                      | Лоранс Бріо                                        | Номінація                                          |                                                    |
| 2012                                               | Премія «Сезар» (37-ма церемонія)                   | Найкращий звук                                        | Олів'є Еспель, Жулі Брента та Жан-П'єр Лафорс      | Перемога                                           |                                                    |
| 2012                                               | Премія «Сезар» (37-ма церемонія)                   | Найкраща музика до фільму                             | Філіп Шоллер                                       | Номінація                                          |                                                    |
| 2012                                               | Приз Французького синдикату кінокритиків           | Найкращий фільм                                       | Управління державою                                | Перемога                                           |                                                    |
| 2012                                               | Кришталевий глобус                                 | Найкращий фільм                                       | Управління державою                                | Номінація                                          |                                                    |
| 2012                                               | Кришталевий глобус                                 | Найкращий актор                                       | Олів'є Гурме                                       | Номінація                                          |                                                    |
| 2013                                               | Премія «Маґрітт»                                   | Найкращий фільм спільного виробництва іноземною мовою | Управління державою                                | Перемога                                           |                                                    |
| 2013                                               | Премія «Маґрітт»                                   | Найкращий актор                                       | Олів'є Гурме                                       | Перемога                                           |                                                    |
| 2013                                               | Премія «Маґрітт»                                   | Найкращий звук                                        | Жулі Брента, Олів'є Еспель                         | Перемога                                           |                                                    |
| 2013                                               | Премія «Маґрітт»                                   | Найкращий дизайн костюмів                             | Паскалін Шаванн                                    | Номінація                                          |                                                    |